# Schwärzenbach (Reichenbach)
Schwärzenbach ist ein Ortsteil von Reichenbach, einem Stadtteil von Gengenbach im Ortenaukreis in Baden-Württemberg.

## Geografie
Schwärzenbach liegt in einem Seitental des vorderen Kinzigtals im Mittleren Schwarzwald, hinter dem Ortskern von Reichenbach östlich von Gengenbach. Die Ortschaft zieht sich vom Reichenbacher Ortskern Richtung Nordosten ins Schwärzenbachtal hinein. Aufgrund der baulichen Struktur gibt es in Schwärzenbach keinen Dorfmittelpunkt. Das Dorf setzt sich aus Weilern und Einzelhöfen zusammen. Benannt ist die Ortschaft nach dem Schwärzenbach, der durch das Tal fließt und später in den Reichenbach mündet. Das Schwärzenbachtal ist rund 2,7 Kilometer lang.

### Flurnamen
Wannenmatt, Binzengraben, Felsenmatt, Rebacker, Rebdobel, Lochenacker, Scheibenköpfle, Höll (Buttenhöll), Gaicht

## Geschichte
Erstmals wurde Schwärzenbach 1343 als Swerzenbach erwähnt, im Jahr 1377 als Schwertzenbach und im 15. Jahrhundert als Swertzenbach. Ausgehend vom Gengenbacher Kloster wurde der Schwärzenbach gerodet und Bauernhöfe zur Versorgung der Mönche gebaut.
Mit der Unabhängigkeit Reichenbachs von Gengenbach, wurde auch Schwärzenbach als Ortsteil von Reichenbach 1803 unabhängig. Mit der Gemeindereform wurde Reichenbach am 1. Januar 1975 nach Gengenbach eingemeindet und somit gehört Schwärzenbach als Ortsteil von Reichenbach seither zu Gengenbach.

## Kultur und Sehenswürdigkeiten

### Bauwerke
- Mehrere unter Denkmalschutz stehende Bauernhöfe
- Göppert Mühle
- Mehrere Bildstöckle verteilt über das Tal

### Wanderungen
Durch das Gebiet von Schwärzenbach führen viele ausgeschilderte Wanderwege.

### Konzerte
Früher fand alle zwei Jahre auf dem Oberen Schwärzenbachhof das Konzert „Rock am Hof“ statt, mit rund 700 Menschen.

### Medien
Auf dem Oberen Schwärzenbachhof wurden 2015 Szenen des Films Jonathan gedreht.

## Wirtschaft und Infrastruktur

### Wirtschaft
In Schwärzenbach gibt es mehrere Ferienwohnungen, Ferienhöfe und Bauernhöfe.

## Persönlichkeiten

### Söhne und Töchter des Ortsteils
- Gerhard Roth (* 1938), Ehrenvorsitzender des Blasmusikverbandes Kinzigtal (Mitte), Ehrenvorsitzender der Musikkapelle (Vorsitzender von 1983 bis 2005) und Ehrenvorsitzender der Wanderfreunde (1980–1993), Gründungsmitglied des SV Reichenbach, Träger der goldenen Vereinsnadel[6], Träger der Landesehrennadel (1992) und Ehrennadel in Gold mit Diamanten (2015), seit 2002 in der Weinbruderschaft Obernai